# Gens Fufia
Fufius (femm. Fufia) è il nomen della gens Fufia, una famiglia plebea originaria di Cales, da cui il cognomen Caleni

## Membri illustri della gens
- Quinto Fufio Caleno: fu avversario di Tiberio Gracco.
- Lucio Fufio Caleno: accusò nel 98 a.C. di concussione Manio Aquileio.
- Gaio Fufio Cita: muore per mano dei Carnuti (Cesare: De bello Gallico 7,3).
- Quinto Fufio Q. f. C. n. Caleno: nel 61 a.C. tribuno della plebe; pretore nel 59 a.C.; nel 47 a.C. console con Publio Vatinio. Morì nel 41 a.C.
- Fufio Gemino. Governatore della Pannonia sotto Augusto.
- Gaio Fufio Gemino, console nel 29 d.C.